# تپه سورمعلی ۳
تپه سورمعلی ۳ مربوط به سده‌های اولیه دوران‌های تاریخی پس از اسلام است و در شهرستان تاکستان، روستای سینک واقع شده و این اثر در تاریخ ۲۴ فروردین ۱۳۸۲ با شمارهٔ ثبت ۸۱۷۳ به‌عنوان یکی از آثار ملی ایران به ثبت رسیده است.